# Кевін Мевальд
Кевін Мевальд (нім. Kevin Möhwald, нар. 3 липня 1993, Ерфурт, Німеччина) — німецький футболіст, центральний півзахисник клубу «Уніон» (Берлін).

## Ігрова кар'єра

### Клубна
Кевін Мевальд народився в місті Ерфурт і є вихованцем місцевого клубу «Рот-Вайс», де він пройшов всі молодіжні команди. В останньому турі перед зимовоє перевою у сезоні 2011/12 Мевальд вперше вийшов в основі команди у турнірі Третьої ліги. Вже з наступного сезону футболіст зайняв постійне місце в основі команди.
Перед початком сезону 2015/16 Кевін перейшов до клубу Другої Бундесліги «Нюрнберг» і вже в першому турі дебютував у складі нової команди. Сезон 2017/18 «Нюрнберг» закінчив на другому місці і отримав право на підвищення до Бундесліги. Але сам Мевальд новий сезон почав вже в іншому клубі. На правах вільного агента він приєднався до клубу «Вердер», з яким підписав трирічний контракт.
За результатами сезону 2020/21 «Вердер» вилетів до Другої Бундесліги, там сам Мевальд залишився в еліьному дивізіоні, в останній день літнього трансферного вікна підписавши контракт з берлінським «Уніоном».

### Збірна
У жовтні 2013 року Кевін проходив збори у складі юнацької збірної Німеччини (U-20).

## Досягнення
Нюрнберг
- Другий призер Другої Бундесліги: 2017/18